# نیلز بوتزن
نیلز بوتزن (انگلیسی: Nils Butzen؛ زادهٔ ۲ آوریل ۱۹۹۳) بازیکن فوتبال اهل آلمان است.
از باشگاه‌هایی که در آن بازی کرده‌است می‌توان به باشگاه فوتبال ماگدبورگ ۱ اشاره کرد.